# ابوالفضل رحمانی
ابوالفضل رحمانی کشتی‌گیر آزادکار ایرانی اهل مازندران امل است.
از افتخارات وی می‌توان به کسب مدال طلا مسابقات قهرمانی کشتی آسیا ۲۰۲۵ اشاره کرد.

## فعالیت حرفه‌ای ورزشی

### قهرمانی کشتی آسیا ۲۰۲۵
در وزن ۸۶ کیلوگرم ابوالفضل رحمانی در دور نخست با نتیجه ۱۰ بر صفر مصطفی الازاوی از عراق را مغلوب کرد. وی در دور بعد با نتیجه ۱۰ بر صفر تاتسویا شیرای قهرمان زیر۲۳ سال جهان از ژاپن را شکست داد و به مرحله نیمه نهایی راه یافت. رحمانی در این مرحله با نتیجه ۱۱ بر صفر موکول داهیا از هند را از پیش رو برداشت و به دیدار فینال راه یافت. وی در این دیدار با نتیجه ۱۱ بر ۴ از سد بولات ساکایف قهرمان آسیا از قزاقستان گذشت و به مدال طلا دست یافت.

## افتخارات
- طلا - قهرمانی آسیا ۲۰۲۵
- برنز - قهرمانی جوانان جهان ۲۰۲۴
- نقره - قهرمانی جوانان آسیا ۲۰۲۴
- طلا - جایزه بزرگ گرجستان ۲۰۲۴
- طلا - جام پیروزی ترکیه ۲۰۲۴
- طلا - قهرمانی نوجوانان آسیا ۲۰۲۳